# Evangelický kostel (Třinec)
Evangelický kostel v Třinci je novogotický kostel, který slouží k praktikování bohoslužebného života Farního sboru Slezské církve evangelické augsburského vyznání ve městěTřinci v Moravskoslezském kraji.

## Historie
Kostel byl vystavěn v letech 1896–1899 podle plánu vídeňského architekta Julia Leischinga. Základní kámen byl položen dne 21. června 1896. Dřevěný oltář a kazatelna byly zhotoveny Robertem Hanelem z Nového Jičína podle nákresu architekta Theodora Prüfera z Berlína. Oltářní obraz s vyobrazením Kristova zmrtvýchvstání a oltářní sochy apoštolů Petra a Pavla jsou dílem Jana Raszky. Varhany vyrobila firma Rieger z Krnova. V září 1898 byly na kostelní věži zavěšeny 3 zvony, které byly zrekvírovány během 1. světové války a nahrazeny v roce 1923 současnými zvony. Kostel byl posvěcen 9. července 1899.
V kostele se nachází pamětní deska katechety Gustawa Ożany, zastřeleného roku 1945.
V letech 2011-2013 proběhla generální revitalizace kostela, během níž byla zejména obnovena fasáda kostela a vybudován bezbariérový vstup. Roku 2023 proběhla výmalba interiéru.
Vedle kostela se nachází Sborové centrum Hutník a bývalá budova fary z roku 1880, která je adaptována pro poskytování sociálních služeb.

## Galerie

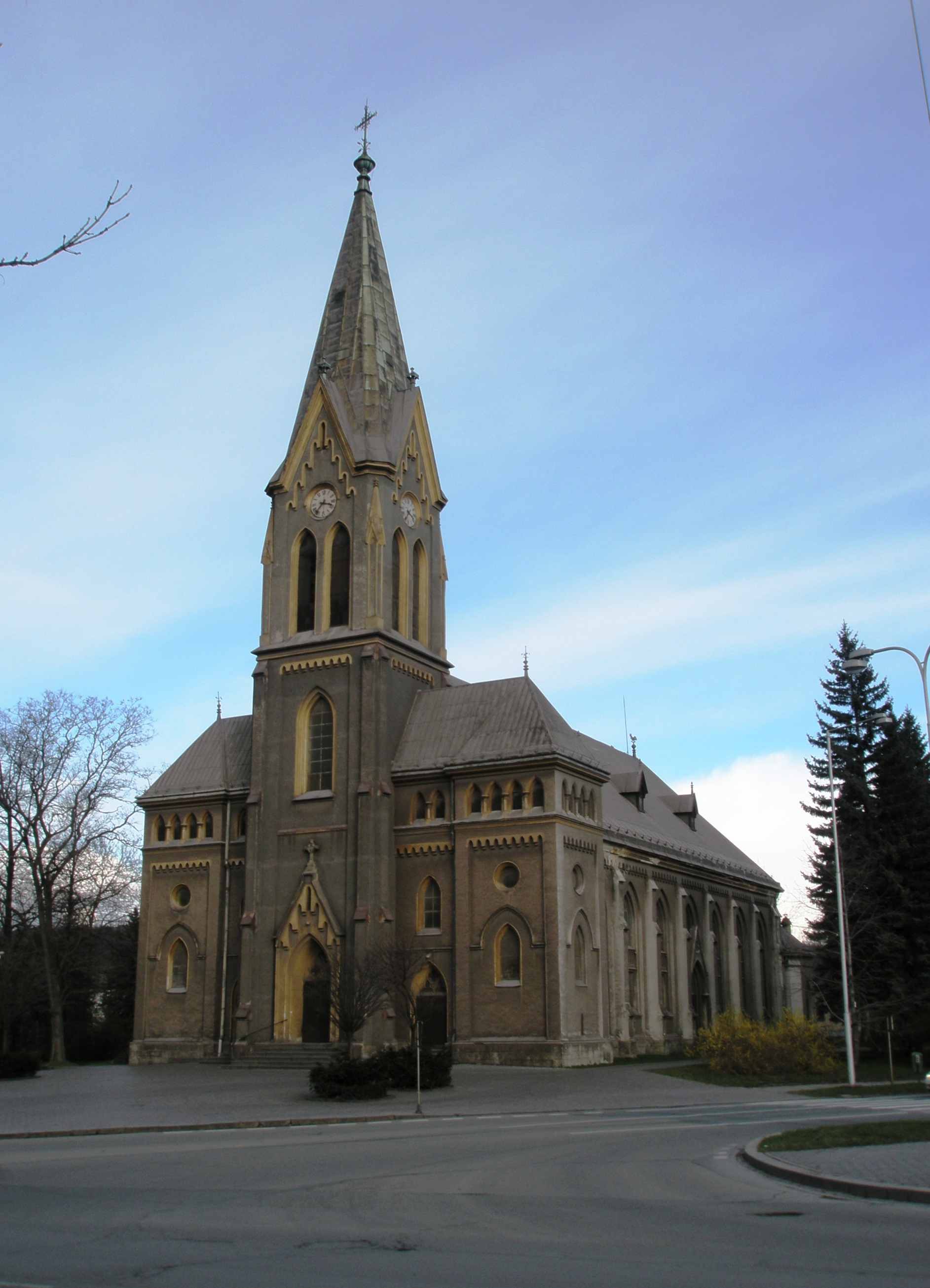
Kostel před revitalizací
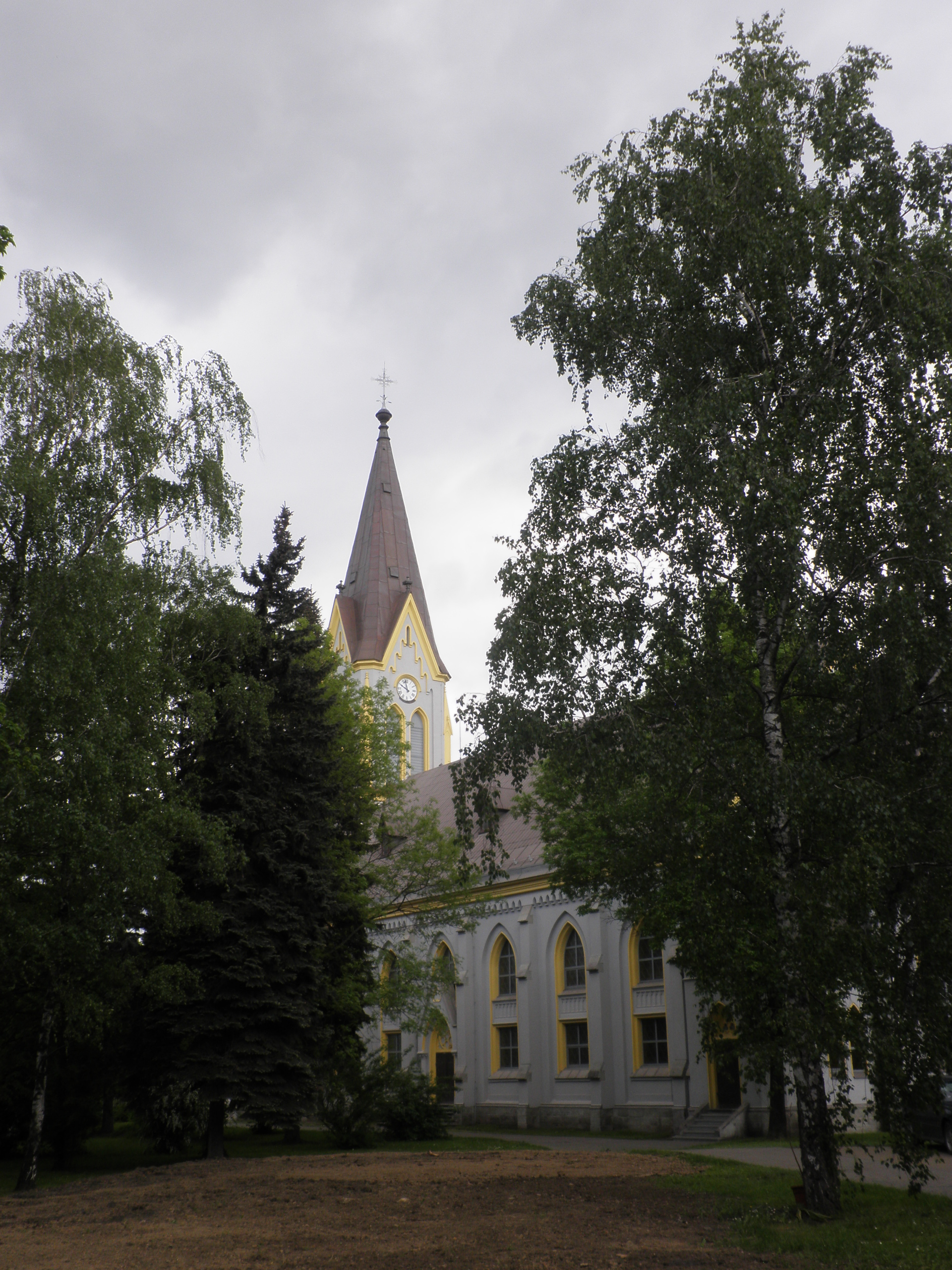
Kostel po revitalizaci
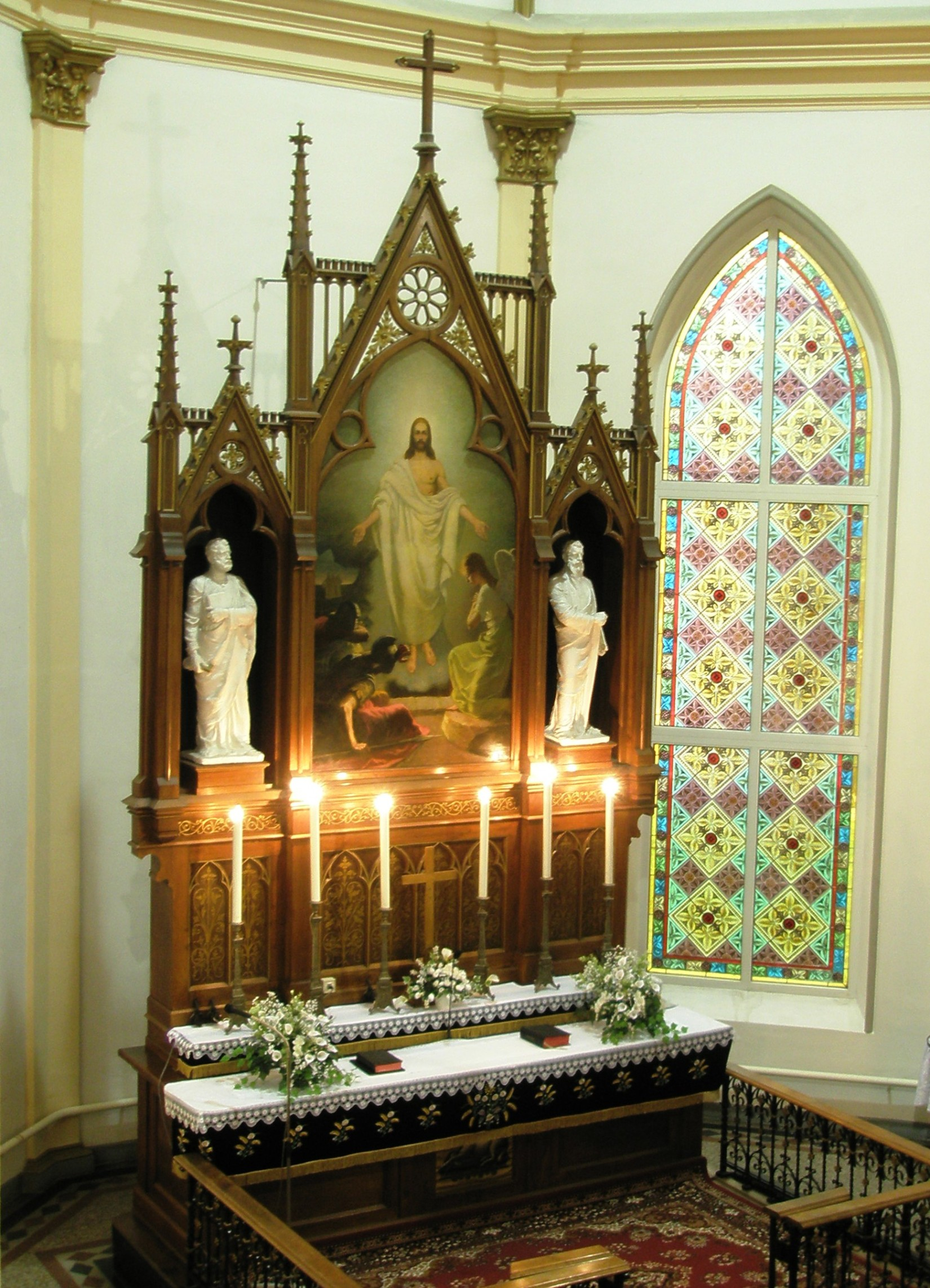
Oltář
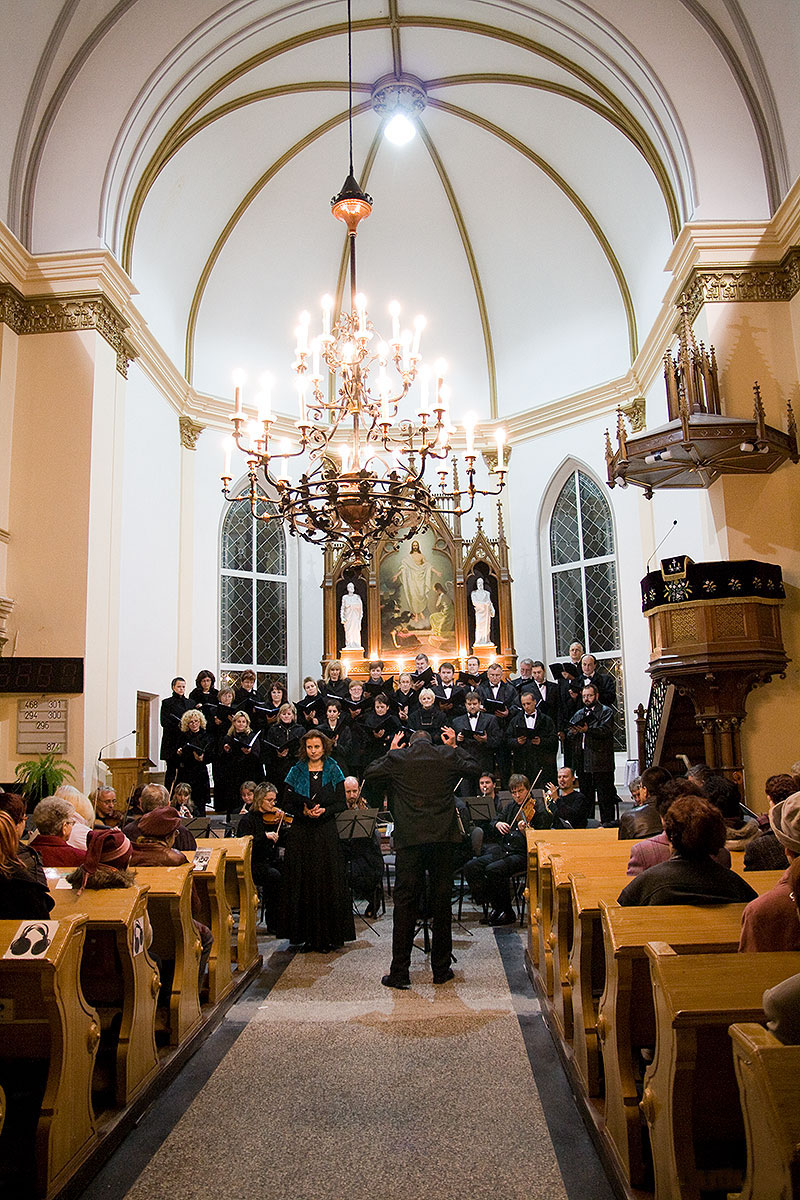
Koncert v kostele
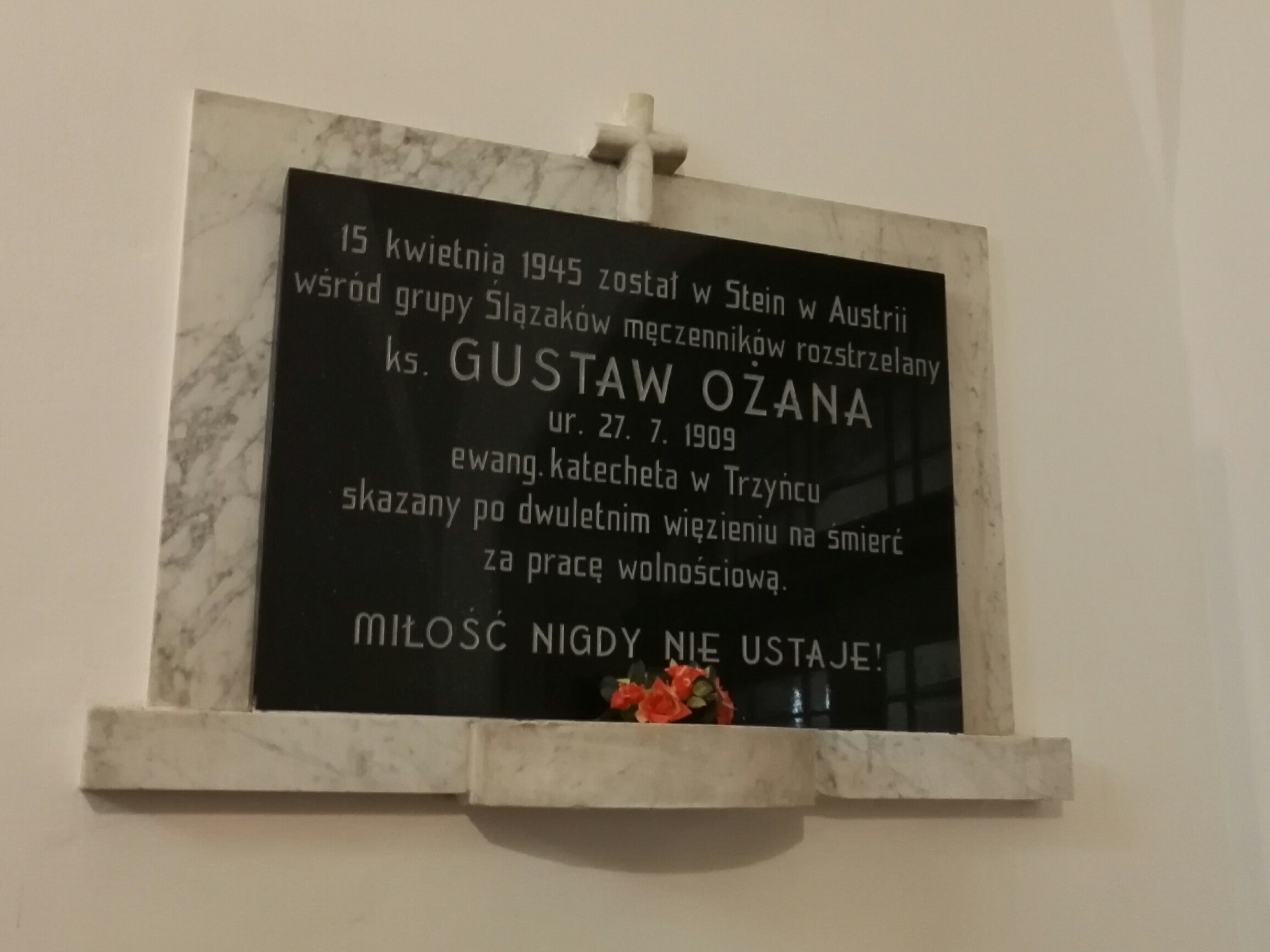
Pamětní deska v předsíni kostela
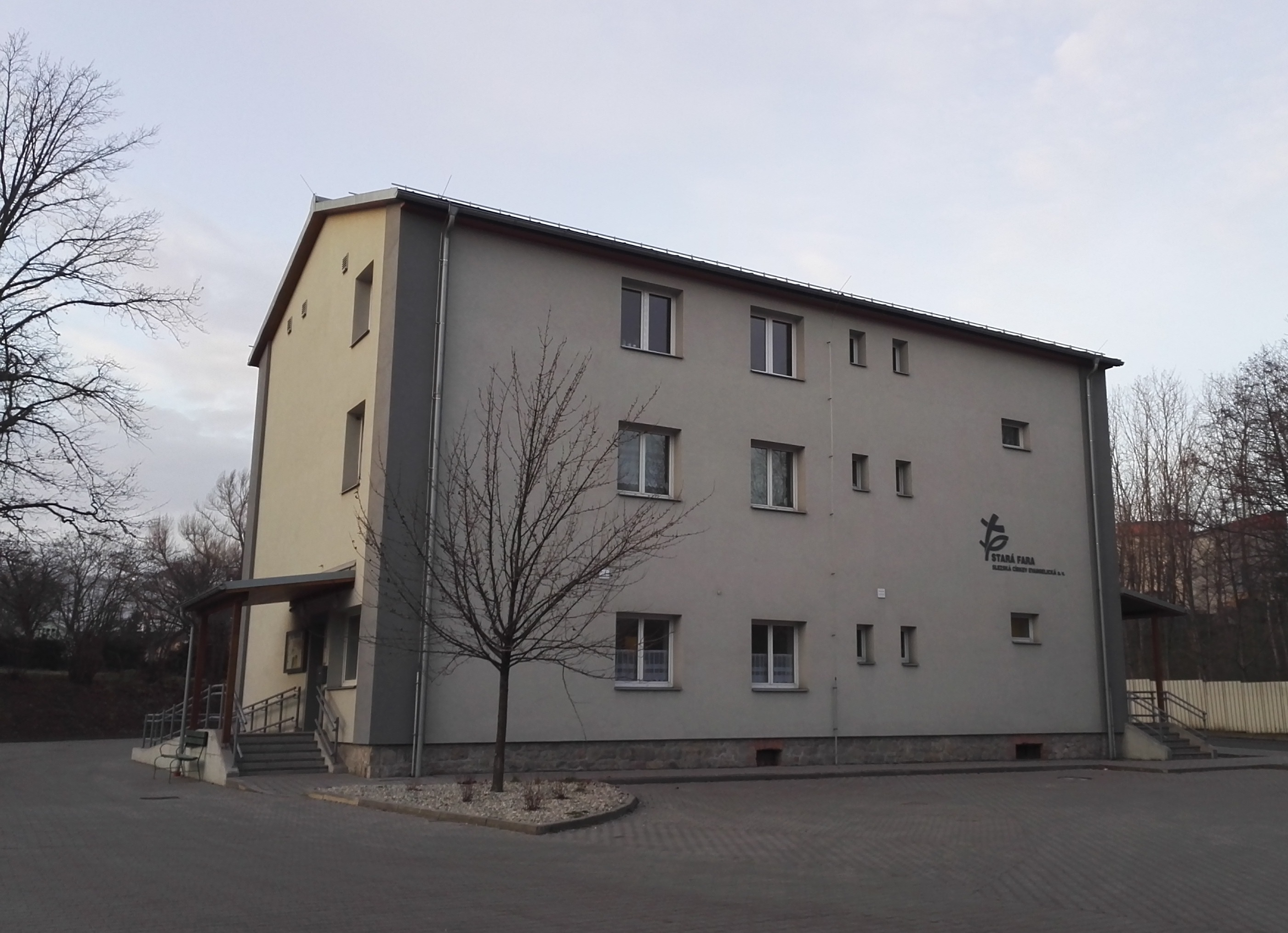
Budova bývalé fary
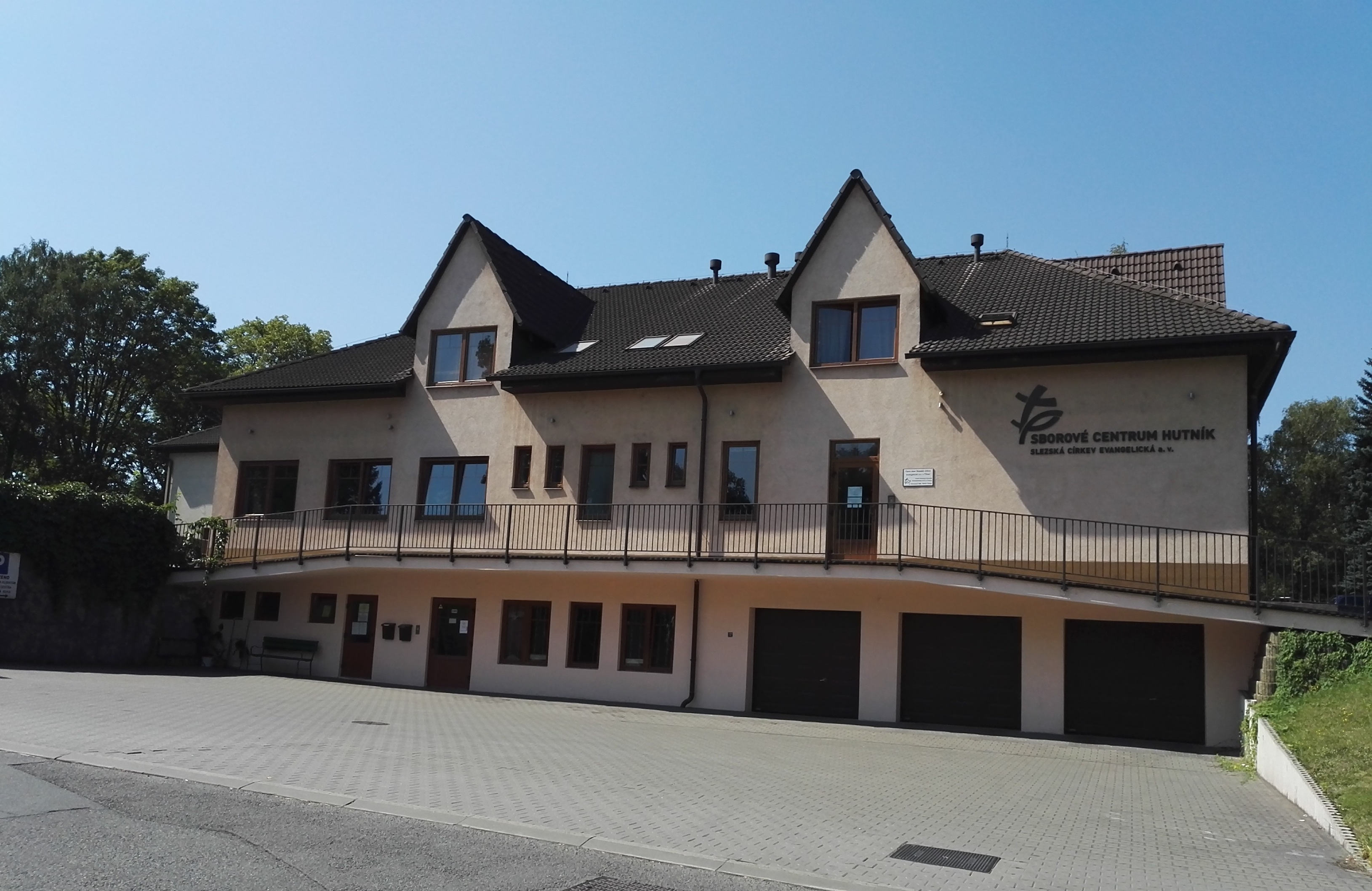
Sborové centrum Hutník